# Kegen
Kegen (kazakh : Кеген) est un village de l’oblys d'Almaty au Kazakhstan.

## Géographie
Bakanas est le chef-lieu du District de Raiymbek.

## Démographie
La population est de 9 049 habitants en 2009.